# خانه‌های بریم شماره ۶۲
خانه‌های بریم شماره ۶۲ مربوط به دوره پهلوی دوم است و در آبادان، منطقه مسکونی بریم، پلاک ۶۲ واقع شده و این اثر در تاریخ ۳۰ بهمن ۱۳۸۶ با شمارهٔ ثبت ۲۱۲۱۴ به‌عنوان یکی از آثار ملی ایران به ثبت رسیده است.